# Tōru Fujisawa
Tōru Fujisawa (藤沢とおる, Fujisawa Tōru, nascido em 12 de janeiro de 1967 em Hokkaido) é um autor de mangá japonês. Seu primeiro trabalho publicado em forma de série foi Adesugata Junjo Boy, publicado em 1989 na Weekly Shonen Magazine. O trabalho mais conhecido de Fujisawa é Great Teacher Onizuka (GTO) sobre um motociclista, Eikichi Onizuka, e sua tentativa de se tornar e permanecer um professor. É uma sequencia de Shonan Junai Gumi e sua história paralela Bad Company. Em 1998, Fujisawa ganhou o Prêmio de Mangá Kodansha por Great Teacher Onizuka.

## Obras
- (1989) Love You
- (1989) Adesugata Junjou Boy (艶姿純情BOY)
- (1990-1996) Shonan Junai Gumi (湘南純愛組!, Shōnan Jun'ai Gumi!)
- (1996) Bad Company (バッドカンパニー, Baddo Kanpanī)
- (1997-2002) Great Teacher Onizuka (グレート・ティーチャー・オニヅカ, Gurēto Tīchā Onizuka)
- (2002-2003) Rose Hip Rose (ローズ ヒップ ローズ, Rozu Hippu Rozu)
- (2003) TOKKÔ (特公, Tokkō)
- (2003) Wild Base Ballers (ワイルドベースボーラーズ)
- (2003/2006) Himitsu Sentai Momoider (ひみつ戦隊モモイダー)
- (2005-2006) Rose Hip Zero (ローズ ヒップ ゼロ, Rozu Hippu Zero)
- (2006) Magnum Rose Hip
- (2006-2007) Kamen Teacher (仮面ティーチャー, Kamen Tīchā)
- (2006-2007/2008/2009) Reverend D (REVEREND D レヴェレンドディー)
- (2006/2008) Animal Joe (アニマルJOE)
- (2008) Unhappy! (あんハピっ!)
- (2008) Tooi Hoshi kara Kita ALICE (遠い星から来たALICE)
- (2009-2011) GTO Shonan 14 Days
- (2010) Repoman Soul! (レポマン魂！)
- (2012) Ino-Head Gargoyle (井の頭〈イノヘッド〉ガーゴイル, Inokashira Gargoyle)
- (2012) GT-R: Great Transporter Ryuji (GT-R: ジーティー・アール, GT-R: Jītī Āru)
- (2013-2014) Kamen Teacher BLACK (仮面ティーチャー BLACK, Kamen Tīchā BLACK)
- (2014-presente) GTO: Paradise Lost (GTO パラダイス・ロスト, GTO Paradaisu Rosuto)
- (2014-2015) Oishii Kamishama (おいしい神しゃま)
- (2014–2016) Eyami no Kami (えやみのかみ)